# 法外出擊
《法外出擊》（英語：Out for Justice）是一部1991年美國新黑色動作片，由約翰·弗林執導，大衛·李·亨利編劇，史蒂芬·席格監製兼主演。劇情講述來自布魯克林區戴克高地的紐約警察局警探為了遭謀殺的搭檔而掃蕩整個街區，以揪出四處橫行的真凶。電影1991年4月12日在美國院線上映。

## 演員
- 史蒂芬·席格飾演吉諾·費利諾警探（Detective Gino Felino）
- 威廉·佛塞飾演李奇·馬達諾（Richie Madano）
- 傑利·歐貝屈（英语：Jerry Orbach）飾演羅尼·唐齊格警監（Captain Ronnie Donziger）
- 喬·尚帕（英语：Jo Champa）飾演維姬·費利諾（Vicky Felino）
- 莎琳·米切爾（Shareen Mitchell）飾演勞拉·盧波（Laurie Lupo）
- 薩爾·理查茲（Sal Richards）飾演法蘭基（Frankie）
- 吉娜·葛森（英语：Gina Gershon）飾演派蒂·馬達諾（Pattie Madano）
- 傑·阿克沃內（英语：Jay Acovone）飾演「阿姆斯」巴比（Bobby "Arms"）
- 喬·斯帕塔羅（Joe Spataro）飾演巴比·盧波警探（Detective Bobby Lupo）
- 茱莉安娜·瑪格里斯飾演莉卡（Rica）
- 丹尼·伊诺山度飾演「棒子」（"Sticks"）
- 雷蒙·克魯茲飾演赫克托（Hector）
- 約翰·李古查摩飾演小巷裡的男孩
- 肯恩·哈德飾演幫派成員
- 夏儂·威莉（英语：Shannon Whirry）飾演泰莉·梅洛伊（Terry Malloy）
- 茱莉·史特蘭飾演羅克珊·福特（Roxanne Ford）

## 外部連結
- 互联网电影数据库（IMDb）上《法外出擊》的资料（英文）
- AllMovie上《法外出擊》的资料（英文）